# Адидас бразука
Бразука је званична лопта Свјетског првенства у фудбалу 2014. које је одржано у Бразилу. Дизајнирала ју је компанија Адидас, званични партнер Фифе и произвођач лопти за Свјетска првенства од 1970.

## Име
Име лопте је откривено 2. септембра 2012. Име је изабрано гласовима публике, организовано од стране локалног организационог комитета и Адидаса; гласало је око милион Бразилаца. За име Бразука гласало је 77,8% публике. Друга два предлога за име била су Боса Нова (14.6% гласова) и Карнавалеска (7.6% гласова).
Према информацијама Фифе, израз Бразука користе Бразилци да опишу национални понос бразилског начина живота, њиховог приступа фудбалу, симболизује емоције, понос и добру вољу.

## Технички аспекти
Лопта је насљедник серије лопти Танго 12, али другачије површинске структуре. Лопта је тешка 437 грама, док јој је обим 69 центиметара. Лопта је направљена од шест полиуретанских плочи, које су термички везане; редукција броја плочи је направљена због повећања конзистенције лопте. Адидас је са Бразуком настојао да избјегне аеродинамичке проблеме које је имао са лоптом Џабулани, коришћеном на претходном Свјетском првенству 2010. у Јужној Африци. Бразука је направљена да изгледа више као Адидас Финале 13 лопта, званична лопта Лиге шампиона, него као Џабулани.
|                  | Фифин стандард:       | Мјере Бразуке:         |
| ---------------- | --------------------- | ---------------------- |
| Обим             | 68.5–69.5 cm          | 69.0 ± 0.2 cm          |
| Апсорпција воде  | ≤ 10% повећање тежине | ~ 0.2% повећање тежине |
| Тежина           | 420–445 g             | 437 ± 0.2 g            |
| Одскок           | 135–155 cm            | ~ 141 cm               |
| Губитак притиска | ≤ 20%                 | ≤ 7%                   |

## Дизајн
Лопта је вишебојног дизајна, због жеља публике. Боје коришћене на лоптама су плава, зелена, црвена, бијела и црна.

### Финална утакмица – Бразука финале Рио
Лопта за финале Свјетског првенства 2014 презентована је 29. маја 2014, варијанта Бразуке, названа Адидас Бразука финале Рио. Док су технички аспекти лопте исти, боја је другачија од бразукиних лопти кориштених током првенства; боје за финале су биле зелена, златна и црна. То је треће специјално издање лопти за финале Свјетског првенства, након Свјетског првенства 2006 гдје је за финале коришћена Тимгест Берлин лопта, док је за финале Свјетског првенства 2010 коришћена Џобулани лопта.

## Тестирање
Бразука је прошла кроз обиман процес тестирања прије употребе на Свјетском првенству 2014. Адидас је развијао лопту скоро двије године и сарађивали су са бројним клубовима и фудбалерима да би осигурали да је лопта прихватљива. Лопта је кориштена на Свјетском првенству до 20 година, Купу Њемачке. Лопта је маскирана као Адидас Кафуса и пријатељским утакмицама.. Свака репрезентација учесник Свјетског првенства у Бразилу 2014, добила је сет Бразука лопти, након презентације у децембру 2013, да би имали довољно времена да вјежбају са њима.

## Производња
Оригиналне Бразука лопте за Свјетско првенство произведене су у Пакистану, док су реплике лопте произвођене и у Кини и Пакистану.
Првобитно је идеја била да лопте производи компанија Лонг Веј Ентерпрајз у Тајпеју, у свом помоћним Ја Јорк пластичним производима у Шенџену, у провинцији Гуангдунг. Компанија је повезана са производњом Адидас лопти од 1997.
Лонг Веј компанија, ипак није могла да одговори великим захтјевима лопте. Други добављач лопти, компанија Форвард спорт, базирана у Сијалкоту у Пакистану унајмљена је да помогне у производњи лопти. Форвард спорт, који сарађује са Адидасом од 1995, већ је производио лопте за Лигу шампиона и Бундеслигу. Око 42 милиона лопти Бразука произведено је у Сијалкоту.

## Откривање
Адидас је Бразуку представио 3. децембра 2013, два дана прије традиционалног откривања лопти, на жријебу групне фазе. Церемонија је одржана у Рио де Женеиру, у парку Лажи и садржала је 3D пројекцију, која је представила Бразуку свим присутнима.
Дана 7. децембра МЛС лига објавила је да је Фифа одобрила коришћење лопте за сезону 2014 МЛС лиге.

## Званична лопта у свјетским фудбалским лигама

### Азија
- Јужна Кореја: Прва лига Јужне Кореје 2014.

### Европа
- Њемачка: Бундеслига 2014/15 (Адидас Бразука DFB)
- Португалија: Прва лига Португалије 2014/15.

### Јужна Америка
- Венецуела: Прва лига Венецуеле (Адидас Бразука FVF)
- Аргентина: Прва Лига Аргентине (Адидас Аргентинум)
- Парагвај: Прва лига Парагваја ('Адидас Бразука APF)
- Колумбија: Друга лига Колумбије (Адидас Бразука FCF)

## Реплика
Реплика Бразуке је продавана широм свијета, са традиционалним хексагоналним дизајном. Била је доста јефтиније од званичне Бразуке.